# Röntgenastronomie
Die Röntgenastronomie ist ein Teilbereich der Astronomie, der von Himmelsobjekten ausgesandte Röntgenstrahlung nutzt. Wie viele Bereiche des elektromagnetischen Spektrums wird Röntgenstrahlung erst seit der zweiten Hälfte des 20. Jahrhunderts für astronomische Beobachtungen genutzt.

## Beobachtungsbereich
In der Astronomie wird unter Röntgenstrahlung meist der Bereich elektromagnetischer Strahlung zwischen Energien von etwa 0,1 bis 500 keV, d. h. Wellenlängen zwischen etwa 12 nm und 2,5 pm, verstanden. Oft wird Strahlung unterhalb etwa 2 keV als ‚weiche‘, darüber als ‚harte‘ Röntgenstrahlung bezeichnet. Angrenzende Bereiche sind die Ultraviolettastronomie und die Gammaastronomie.

## Instrumente
Da die Erdatmosphäre für Röntgenstrahlung undurchlässig ist, wurde Röntgenastronomie erst nach dem Zweiten Weltkrieg mit Forschungsraketen und Satelliten möglich. Im harten Röntgenbereich wurden teilweise auch hoch fliegende Ballons benutzt. Inzwischen wurde eine große Zahl von Weltraumteleskopen für den Röntgenbereich gestartet, siehe auch die Liste der Röntgensatelliten.

### Teleskope

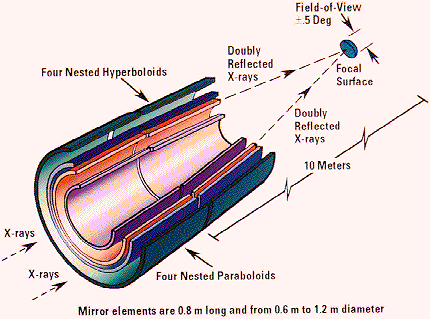
4-fach genestetes Wolterteleskop des Chandra-Weltraumteleskops (Illustration: NASA)

Normale für sichtbares Licht verwendete Teleskope sind für Röntgenstrahlung unbrauchbar, da ihre Spiegel das Röntgenlicht nicht zurückwerfen. Im Bereich bis etwa 10 keV sind heute Wolterteleskope gebräuchlich. Sie beruhen auf der Totalreflexion von Röntgenlicht bei sehr flachem, streifendem Einfall auf eine Metallfläche. Ein für die Astronomie verwendetes Wolterteleskop besteht heute meist aus mehreren ineinandergeschachtelten Spiegelschalen. Die effektive Sammelfläche für Röntgenphotonen ist von der Energie abhängig und deutlich kleiner als die gesamte Eintrittsfläche der Spiegelanordnung. Bei hohen Energien sind Wolterteleskope nicht mehr einsetzbar. Stattdessen werden mechanische Kollimatoren benutzt, die Röntgenstrahlung von außerhalb der Zielrichtung absorbieren, oder komplexe „kodierte Masken“, aus deren Schattenwurf auf den Detektor die Richtung der Quellen rekonstruiert werden kann.

### Detektoren
Für den weiten Energiebereich der Röntgenastronomie wurden eine Vielzahl von Detektorprinzipen verwendet, wie sie in ähnlicher Form auch in der Kernphysik und Teilchenphysik verwendet werden. Heute am gebräuchlichsten sind CCD-Sensoren. In ihrer als Röntgendetektor verwendeten Form erzeugen sie nicht nur ein zweidimensionales Bild, sondern messen auch die Energie der eintreffenden Röntgenphotonen, erlauben also eine einfache Form der Spektroskopie.

## Beobachtungsobjekte der Röntgenastronomie
Lange hat sich die Röntgenastronomie hauptsächlich auf bestimmte energiereiche Objekte wie Röntgendoppelsterne und aktive galaktische Kerne konzentriert. Inzwischen trägt sie aber zu weiten Bereichen der Astrophysik bei, und man kennt viele verschiedene Arten astronomischer Röntgenquellen.

## Geschichte
Als erste kosmische Röntgenquelle wurde im September 1949 bei einem Flug mit einer umgebauten V2-Rakete die Korona der Sonne identifiziert. Ein überraschender Durchbruch gelang Riccardo Giacconi und Mitarbeitern am 18. Juni 1962 bei einem Experiment auf einer Aerobee-Rakete, das nach von der Mondoberfläche reflektierter Röntgenstrahlung der Sonne suchen sollte. Statt des Mondes fanden sie den ersten hellen Röntgendoppelstern in unserer Milchstraße, Scorpius-X-1, sowie den kosmischen Röntgenhintergrund. Dieses Ergebnis stand am Beginn einer stürmischen Entwicklung, erst mit weiteren Raketen- und Ballonexperimenten und später mit Röntgensatelliten. 1971 wurden bei der ersten Durchmusterung des gesamten Himmels mit dem Uhuru-Satelliten 339 Quellen entdeckt. HEAO-2 („Einstein-Observatorium“) war das erste große Röntgenteleskop mit guter räumlicher Auflösung. Mit ROSAT wurden in den 1990ern über 100.000 Röntgenquellen am gesamten Himmel gefunden. Die wichtigsten zurzeit aktiven Röntgenteleskope sind Chandra und XMM-Newton.

## Videos
- Woher kommt die Röntgenstrahlung im All? aus der Fernseh-Sendereihe alpha-Centauri (ca. 15 Minuten). Erstmals ausgestrahlt am 5. Dez. 1999.